# اوغولچاق
اوغولچاق ارسلان خان یکی از فرمانروایان قراخانیان در سده ۹ میلادی بود که به آیین تنگری‌باوری پایبند ماند و واپسین فرمانروای برجستهٔ قراخانی پیش از گرایش رسمی این خاندان به اسلام به‌شمار می‌رود.

## زندگی
اوغولچاق پیش از رسیدن به فرمانروایی، نام بغرا خان کوچک‌تر را داشت و در دوران فرمانروایی بازیر ارسلان خان (شاید برادرش) بر سرزمین‌های باختری فرمانروایی می‌کرد. او دیرتر نام ارسلان خان را پذیرفت و کارها را در دست گرفت.

## درگیری با سامانیان
پیرامون سال ۸۹۳ میلادی، میان او و اسماعیل سامانی در سرزمین طراز جنگی رخ داد که به شکست اوغولچاق انجامید. وی پس از این شکست به کاشغر عقب‌نشینی کرد.

## رواداری دینی و گرایش برادرزاده‌اش به اسلام
اوغولچاق وارونِ دیگر خاقانان ترک، رواداری بیشتری نسبت به اسلام نشان داد و گذاشت که بازرگانان مسلمان به کاشغر بیایند و حتی در شهر آرتوش در نزدیکی کاشغر مسجد بسازند.
برادرزاده‌اش، ستوق بغرا خان، زیر انگیزش بازرگان پارسی‌تبار، نصر، مسلمان شد. هنگامی که اوغولچاق از این، آگاه شد، از ستوق خواست تا با ساخت پرستشگاهی تنگری‌باورانه، پایبندی‌اش خود به دین نیاکان را نشان دهد.

## برافتادن اوغولچاق
نصر به ستوق پیشنهاد کرد که وانمود کند دارد پرستشگاهی تنگری‌باورانه می‌سازد، ولی به‌راستی مسجدی بسازد. اوغولچاق فریب خورد و باور کرد که ستوق باور پیشین خود را نگهداشته است. ولی پس از اندکی، ستوق فتوایی دریافت کرد که می‌گذاشت او برای اسلام، عموی خود را بکشد. او این کار را انجام داد و پس از کشتن اوغولچاق، کاشغر را به چنگ خود درآورد.

## یادداشت
1. 1 2  Soucek، Svat (۲۰۰۰). A History of Inner Asia. Cambridge University Press. ص. ۸۴. شابک ۹۷۸-۰۵۲۱۶۵۷۰۴۴.
2. 1 2  Millward، James A. (۲۰۲۱). Eurasian Crossroads: A History of Xinjiang. Columbia University Press. ص. ۵۱. شابک ۹۷۸-۰-۲۳۱-۲۰۴۵۵-۲.
3. ↑  Róna-Tas، András (۱۹۹۹). Hungarians and Europe in the Early Middle Ages: An Introduction to Early Hungarian History. Central European University Press. ص. ۲۵۶. شابک ۹۷۸-۹۶۳-۹۱۱۶-۴۸-۱.